# Aktion Burza

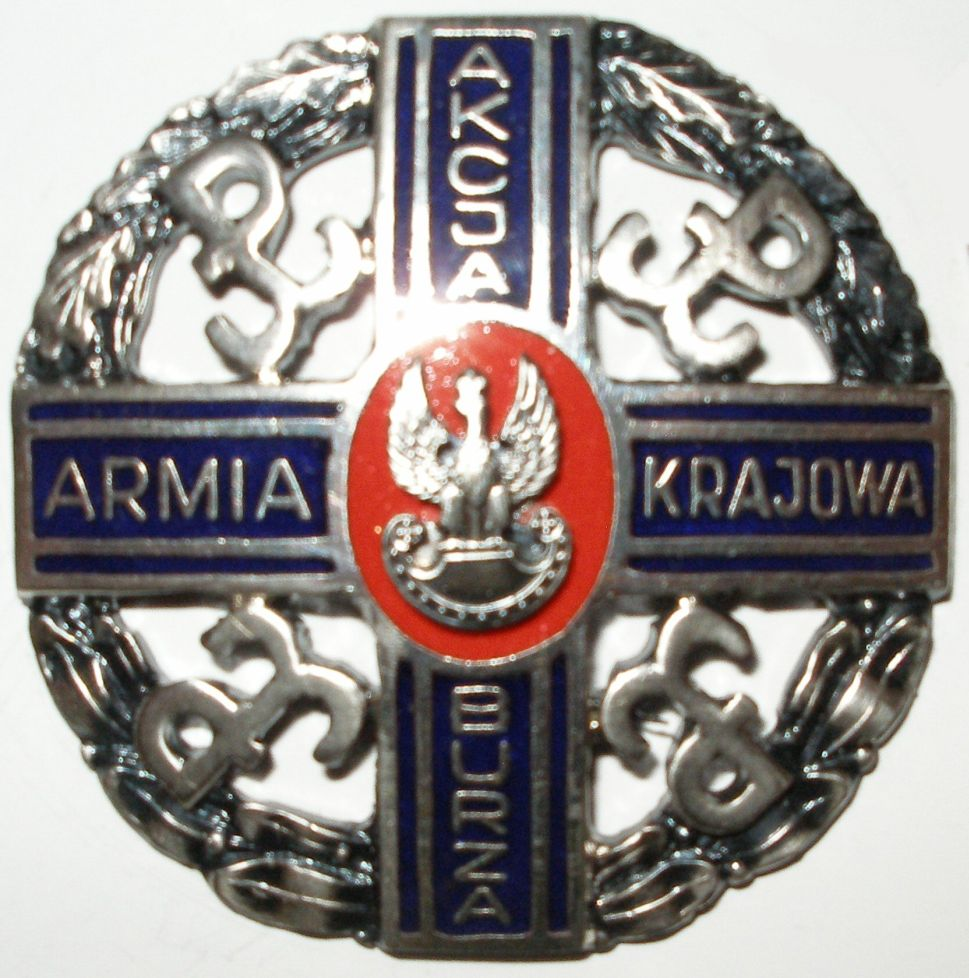
Auszeichnung für die Teilnahme an der Aktion Burza

Die Aktion Burza (polnisch akcja „Burza”; Burza bedeutet so viel wie „Gewittersturm“) war eine militärische Operation der polnischen Heimatarmee (AK) 1944, kurz vor dem Einmarsch der sowjetischen Truppen auf das Gebiet der zweiten Republik Polen.

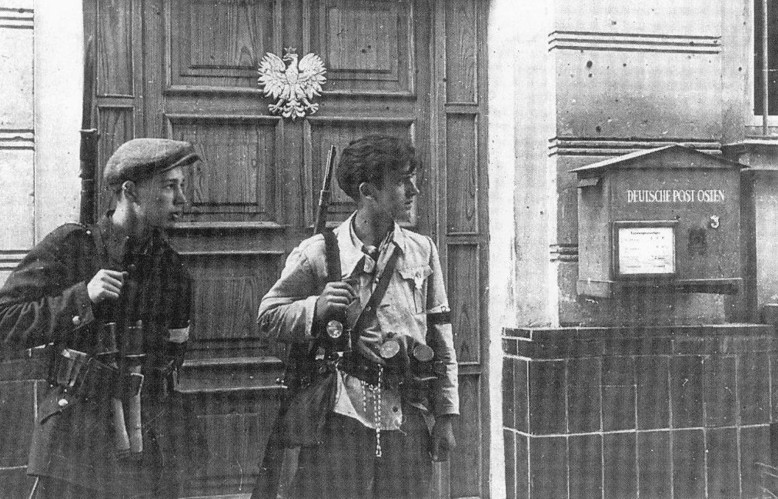
Kämpfer der polnischen Untergrundarmee AK während der Aktion „Burza“ in Lublin am 1. Juni 1944

## Ziel
Das Ziel der Operation war es, die sich auf die Verteidigung vorbereitenden deutschen Einheiten durch Militäraktionen und Sabotage zu schwächen beziehungsweise zu vertreiben und den einrückenden sowjetischen Truppen die Möglichkeit zu nehmen, eine pro-sowjetische Regierung in Polen zu etablieren.
Die Hauptdirektiven waren:
- Die deutsche Besatzung zu beenden
- Waffen für eine reguläre polnische Armee zu organisieren
- wieder eine reguläre polnische Armee aufzubauen
- die Verwaltung, Kommunikation und Militärindustrie wieder aufzubauen
- für Sicherheit und Ordnung in den befreiten Gebieten zu sorgen
- eine Offensive gegen die Wehrmacht zu starten.

## Verlauf
Wegen des sich abzeichnenden Vorrückens der roten Armee und des Fernbleibens der Westalliierten aus Osteuropa überarbeitete die AK-Führung im Verlauf des Jahres 1943 ihre bestehenden Aufstandspläne. Im November 1943 waren die Pläne für die Aktion Burza festgelegt.

### 1944

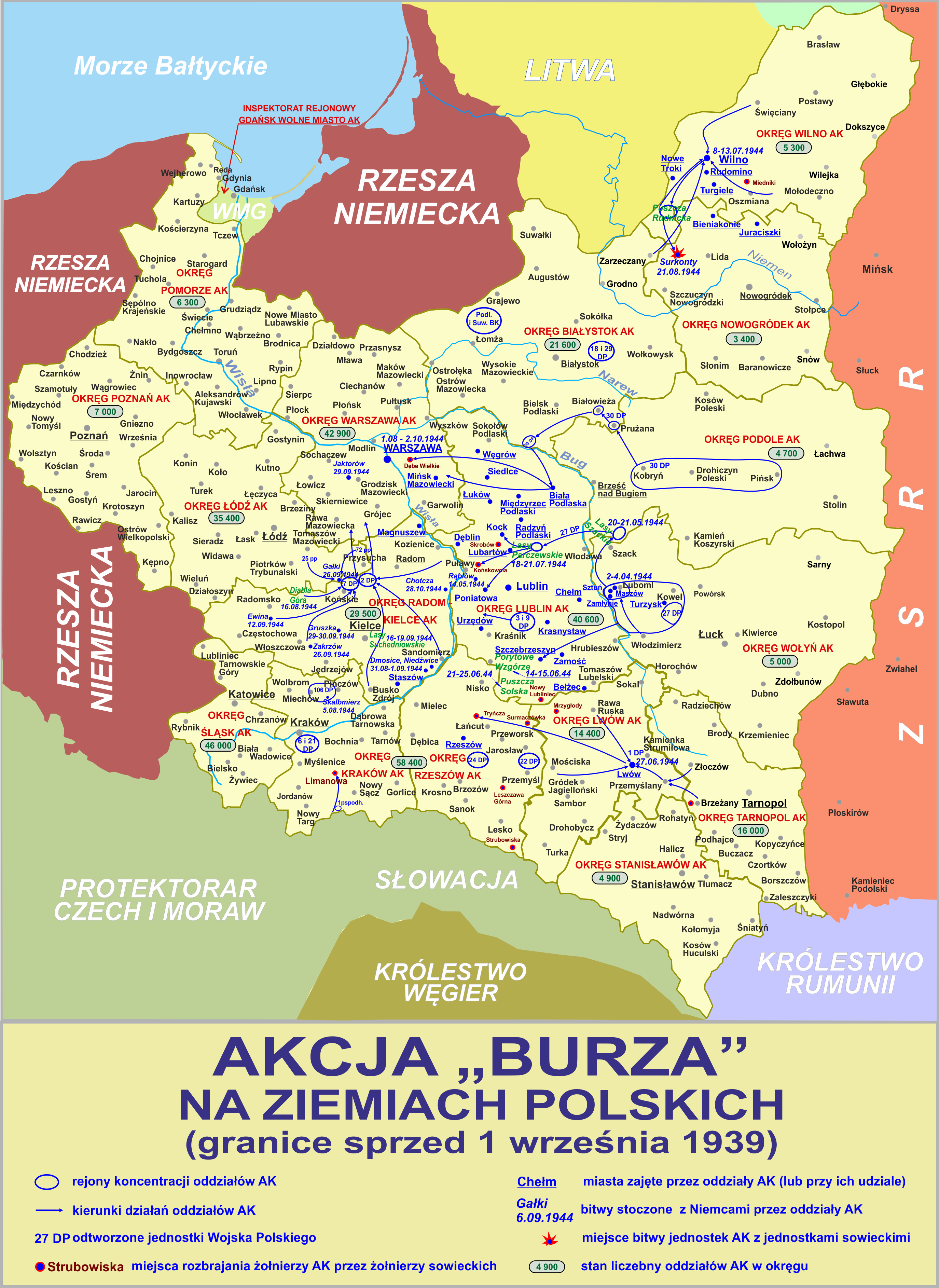
Operationen während der Aktion Burza

Im Laufe des Jahres 1944 fanden im Vorgriff auf das Vordringen der Front auf polnisches Gebiet mehrere Aktionen statt:
- Wolhynien: 15. Januar – 18. März – 21. April – 21. Mai

Der rund 6000 Mann starken 27. Wolhynische-AK-Division gelang es im Verlauf des Januar, sowohl der deutschen Besatzungsmacht als auch der Ukrainischen Aufständischen Armee einen offenen militärischen Schlagabtausch zu liefern. Als Truppen der sowjetischen Armee deutsche Einheiten in einem Kessel bei Kowel einschlossen, unterstellte sich die Division der sowjetischen Militärführung, mit der sie sich erfolgreich koordinierte, blieb aber zugleich der Exilregierung unterstellt. Kurz darauf geriet die AK-Division ihrerseits in einen Kessel. Dabei und bei dem anschließenden Versuch, sich zum linken Bugufer durchzuschlagen, erlitt der Verband schwere Verluste. Ihre Reste wurden zum Teil in die sowjetisch dominierte Berling-Armee integriert.
- Podolien: 7. März – April
- Bezirk Wilna und Nowogródek: 1. Juli – 13. Juli
- Aufstand in Wilna (Operation Tor der Morgenröte): 7. Juli – 13. Juli
- Białystok: 14. Juli – 20. August
- Polesie: 15. Juli – 30. Juli
- Bezirk Tarnopol und Lemberg: 16. Juli – 26. Juli
- Aufstand in Lemberg: 22. Juli – 27. Juli
- Bezirk Lublin: 20. Juli – 29. Juli

Um Lubin herum herrschte eine unklare Lage mit dort operierenden rund 12.000 Mann der AK, aber auch Verbänden der polnisch-kommunistischen Armia Ludowa, sowjetischen Partisanen und der Ukrainischen Aufständischen Armee. Nachdem auch die Rote Armee in der Region operierte, gelang es der AK, mehrere Kreisstädte zu befreien. Dort nahmen auch zivile Strukturen der polnischen Untergrundverwaltung die Arbeit auf. Zudem agierte die AK als offener militärischer Verband in den Kämpfen um die Stadt Lubin. Der NKWD verhaftete am 27. Juli den AK-Bezirkskommandeur Kazimierz Tumidajski. Dieser lehnte die von der sowjetischen Seite geforderte Eingliederung seiner Truppen in die Berling-Armee ab und befahl ihnen stattdessen, die Waffen niederzulegen. In den kommenden Wochen folgte eine Verhaftungswelle unter AK-Angehörigen in der Region. Tumidajski wurde in einem sowjetischen Lager ermordet.
- Bezirk Krakau: 23. Juli – 30. August
- Bezirk Warschau: 26. Juli – 2. Oktober
- Warschauer Aufstand: 1. August – 2. Oktober
- Bezirk Kielce-Radom: 1. August – 6. Oktober
- Bezirk Łódź: 14. August – 26. November
- Bezirk Krakau: 21. September – 21. November

### 1945
Im Januar 1945 gab es kleinere militärische Operationen in den Bezirken Krakau, Ostoberschlesien, Kielce, Warthegau, Masowien und Danzig-Westpreußen.

## Wirksamkeit
Letztendlich waren nur die Aufstände in Vilnius und Lemberg erfolgreich. Die Einheiten wurden dann aber von den sowjetischen Truppen entwaffnet und deportiert.
Gründe für die geringen Erfolge waren eine Ausrichtung der AK auf Sabotage und Diversion, nicht auf militärische Aktionen im engeren Sinn. Eine entsprechende Strategie hatten die polnische Exilregierung und die finanzierende britische Regierung bis Ende 1943 verfolgt. Erst danach wurden im größeren Umfang Waffenlieferungen aufgenommen. Diese reichten aber nicht aus, um die AK gegenüber den Deutschen ausreichend schlagkräftig und gegenüber der Roten Armee ausreichend abschreckend zu machen.